# Lista de autódromos de Fórmula 1

Localização dos autódromos de Fórmula 1.

Fórmula 1 (também F1; em inglês:  Formula One) é atualmente a categoria mais avançada do esporte a motor e é regulamentada pela Federação Internacional de Automobilismo (FIA). A temporada do Campeonato Mundial de Fórmula 1 consiste em uma série de corridas, conhecidas como Grandes Prêmios, geralmente realizadas em circuitos específicos e, em alguns casos, em pistas montadas em ruas fechadas de cidades. Os resultados de cada corrida são combinados para determinar dois campeonatos anuais, um para pilotos (Campeonato Mundial de Pilotos) e outro para construtores (Campeonato Mundial de Construtores).
Esta lista contém os circuitos que receberam corridas do Campeonato Mundial de Fórmula 1 de 1950 até agora. 

## História
O primeiro Grande Prêmio do Campeonato Mundial foi realizado em 1950 em Silverstone, desde então, 76 circuitos já realizaram um Grande Prêmio. Muitos circuitos clássicos (mais antigos) já receberam Grandes Prêmios usando diferentes configurações ao longo de sua história: Nürburgring, Spa-Francorchamps, Monza, etc. Tomando Nürburgring como exemplo, a primeira corrida no Campeonato Mundial usou a configuração de 22,835 km (14,189 milhas), mas preocupações com a segurança fizeram com que os Grandes Prêmios mais recentes usassem um circuito mais curto e seguro. Os circuitos de Fórmula 1 estavam predominantemente na Europa durante os primeiros anos do campeonato; à medida que o esporte se expandiu, também aumentou a localização de seus circuitos. A expansão para a Ásia e a América ocorreu recentemente. Dos 20 circuitos que realizaram um Grande Prêmio em 2012, quase a metade não estava no calendário antes de 1999.
O Autódromo Nacional de Monza é o circuito que mais recebeu corridas do Campeonato Mundial, sendo na temporada de 1980 a única em que não houve corrida, quando o Grande Prêmio da Itália foi realizado no Autódromo Enzo e Dino Ferrari. O Circuito Urbano de Las Vegas se tornou o 76º circuito a sediar um Grande Prêmio, quando realizou o Grande Prêmio de Las Vegas em 2023. A pista mais longa a sediar um Grande Prêmio é o Circuito de Pescara, que sediou o Grande Prêmio de 1957. O circuito de 25,800 km (16,031 milhas) em Pescara, na Itália, realizou a corrida anual da Coppa Acerbo e, em 1957, foi o único momento em que essa corrida foi incluída como parte do Campeonato Mundial, uma corrida que Stirling Moss venceu.

## Circuitos
| † | Circuitos atuais (para temporada de 2024) | * | Circuitos futuros/retornam (para a temporada de 2024) | ‡ | Circuitos extintos |

- A coluna "Mapa" mostra um diagrama das configurações nas pistas atuais e de pistas anteriores.
- A coluna "Estilo" refere-se ao tipo de circuito: "rua" é um circuito montado em ruas fechadas da cidade, "estrada" refere-se a uma mistura de vias públicas e uma pista permanente e "autódromo" é uma instalação permanente.
- A coluna "Direção" refere-se em qual sentido o circuito é percorrido, podendo ser "Horário" ou "Anti-horário".
- A coluna "Último comprimento usado" mostra o comprimento da pista para a configuração usada na última vez que a corrida de Fórmula 1 foi realizada em uma determinada pista.
- A coluna "Temporada(s)" mostra em quais anos determinado circuito recebeu Grandes Prêmios. Enquanto a coluna "Total" complementa a coluna anterior, apresentando a quantidade de anos.
- A coluna "Licença FIA"  mostra as notas (ou grau) emitidas pela FIA, que variam de 1 a 6 dependendo da adequação do circuito para diferentes tipos e grupos de carros, sendo 1 a nota mais alta e os únicos circuitos que podem receber corridas de Fórmula 1. Todos os autódromos têm inspeções e são obrigatórias para todos que forem candidatos a receber eventos do calendário FIA ou competições internacionais.

| Circuito                               | Mapa                          | Estilo                                                    | Direção                                             | Local                               | Último comprimento usado | Grande Prêmio(s)               | Temporada(s)                                                                                                   | Total | Licença FIA |
| -------------------------------------- | ----------------------------- | --------------------------------------------------------- | --------------------------------------------------- | ----------------------------------- | ------------------------ | ------------------------------ | --- | ----- | ----------- |
| Circuito de Rua de Adelaide            |                               | Circuito de rua                                           | Horário                                             | Adelaide, Austrália                 | 3,780 km (2,35 mi)       | GP da Austrália                | 1985–1995 | 11    | Grau 3      |
| Circuito de Ain-Diab‡                  |                               | Circuito de estrada                                       | Horário                                             | Casablanca, Marrocos                | 7,618 km (4,73 mi)       | GP do Marrocos                 | 1958 | 1     |             |
| Circuito de Aintree                    |                               | Circuito de estrada                                       | Horário                                             | Aintree, Reino Unido                | 4,828 km (3,00 mi)       | GP da Grã-Bretanha             | 1955, 1957, 1959, 1961–1962                                                                                    | 5     |             |
| Circuito de Albert Park†               | Albert Park                   | Circuito de rua                                           | Horário                                             | Melbourne, Austrália                | 5,303 km (3,30 mi)       | GP da Austrália                | 1996–2019, 2022                                                                                                | 24    | Grau 1      |
| Autódromo Internacional do Algarve     |                               | Autódromo                                                 | Horário                                             | Portimão, Portugal                  | 4,692 km (2,92 mi)       | GP de Portugal                 | 2020–2021 | 2     | Grau 1      |
| Circuito das Américas†                 |                               | Autódromo                                                 | Anti-horário                                        | Austin, Estados Unidos              | 5,513 km (3,43 mi)       | GP dos Estados Unidos          | 2012–2019, 2021                                                                                                | 9     | Grau 1      |
| Autódromo de Anderstorp                |                               | Autódromo                                                 | Horário                                             | Anderstorp, Suécia                  | 4,031 km (2,50 mi)       | GP da Suécia                   | 1973–1978 | 6     | Grau 2      |
| AVUS‡                                  |                               | Circuito de estrada                                       | Anti-horário                                        | Berlim, Alemanha                    | 8,300 km (5,16 mi)       | GP da Alemanha                 | 1959 | 1     |             |
| Circuito Internacional do Bahrein†     | Barém                         | Autódromo                                                 | Horário                                             | Sakhir, Bahrein                     | 5,412 km (3,36 mi)       | GP do Bahrein                  | 2004–2009, 2012–2022                                                                                           | 18    | Grau 1      |
| Circuito Internacional do Bahrein†     | Barém                         | Autódromo                                                 | Horário                                             | Sakhir, Bahrein                     | 6,299 km (3,91 mi)       | GP do Bahrein                  | 2010 | 18    | Grau 1      |
| Circuito Internacional do Bahrein†     | Barém                         | Autódromo                                                 | Horário                                             | Sakhir, Bahrein                     | 3,664 km (2,28 mi)       | GP de Sakhir                   | 2020 | 18    | Grau 1      |
| Circuito Urbano de Baku†               |                               | Circuito de rua                                           | Anti-horário                                        | Baku, Azerbaijão                    | 6,003 km (3,73 mi)       | GP da Europa                   | 2016 | 5     | Grau 1      |
| Circuito Urbano de Baku†               | GP do Azerbaijão              | Circuito de rua                                           | Anti-horário                                        | Baku, Azerbaijão                    | 6,003 km (3,73 mi)       | 2017–2019, 2021                | | 5     | Grau 1      |
| Circuito de Barcelona-Catalunha†       |                               | Autódromo                                                 | Horário                                             | Montmeló, Espanha                   | 4,655 km (2,89 mi)       | GP da Espanha                  | 1991–2021 | 31    | Grau 1      |
| Circuito da Boavista‡                  |                               | Circuito de rua                                           | Anti-horário                                        | Porto, Portugal                     | 7,775 km (4,83 mi)       | GP de Portugal                 | 1958, 1960 | 2     |             |
| Brands Hatch                           |                               | Autódromo                                                 | Horário                                             | Kent, Reino Unido                   | 3,703 km (2,30 mi)       | GP da Grã-Bretanha             | 1964, 1966, 1968, 1970, 1972, 1974, 1976, 1978, 1980, 1982, 1984, 1986                                         | 14    | Grau 2      |
| Brands Hatch                           | GP da Europa                  | Autódromo                                                 | Horário                                             | Kent, Reino Unido                   | 3,703 km (2,30 mi)       | 1983, 1985                     | | 14    | Grau 2      |
| Circuito de Bremgarten‡                |                               | Circuito de estrada                                       | Horário                                             | Berna, Suíça                        | 7,208 km (4,48 mi)       | GP da Suíça                    | 1950–1954 | 5     |             |
| Circuito Internacional de Buddh        |                               | Autódromo                                                 | Horário                                             | Greater Noida, Índia                | 5,141 km (3,19 mi)       | GP da Índia                    | 2011–2013 | 3     | Grau 1      |
| Circuito Bugatti                       | Bugatti                       | Autódromo                                                 | Horário                                             | Le Mans, França                     | 4,430 km (2,75 mi)       | GP da França                   | 1967 | 1     | Grau 2      |
| Circuito Caesars Palace‡               |                               | Circuito de rua                                           | Anti-horário                                        | Las Vegas, Estados Unidos           | 3,650 km (2,27 mi)       | GP de Las Vegas                | 1981–1982 | 2     |             |
| Circuito de Charade                    |                               | Circuito de estrada                                       | Horário                                             | Saint-Genès-Champanelle, França     | 8,055 km (5,01 mi)       | GP da França                   | 1965, 1969–1970, 1972                                                                                          | 4     |             |
| Circuito Internacional da Coreia       |                               | Autódromo                                                 | Anti-horário                                        | Yeongam, Coreia do Sul              | 5,615 km (3,49 mi)       | GP da Coreia do Sul            | 2010–2013 | 4     | Grau 1      |
| Circuito Urbano de Detroit‡            |                               | Circuito de rua                                           | Anti-horário                                        | Detroit, Estados Unidos             | 4,168 km (2,59 mi)       | GP de Detroit                  | 1982–1988 | 7     |             |
| Dijon-Prenois                          |                               | Autódromo                                                 | Horário                                             | Prenois, França                     | 3,886 km (2,41 mi)       | GP da França                   | 1974, 1977, 1979, 1981, 1984                                                                                   | 6     | Grau 2      |
| Dijon-Prenois                          | GP da Suíça                   | Autódromo                                                 | Horário                                             | Prenois, França                     | 3,886 km (2,41 mi)       | 1982                           | | 6     | Grau 2      |
| Donington Park                         | Donington Park                | Autódromo                                                 | Horário                                             | Leicestershire, Reino Unido         | 4,020 km (2,50 mi)       | GP da Europa                   | 1993 | 1     | Grau 2      |
| Autódromo do Estoril                   | Estoril                       | Autódromo                                                 | Horário                                             | Cascais, Portugal                   | 4,360 km (2,71 mi)       | GP de Portugal                 | 1984–1996 | 13    | Grau 1      |
| Autódromo Enzo e Dino Ferrari*         |                               | Autódromo                                                 | Anti-horário                                        | Ímola, Itália                       | 4,909 km (3,05 mi)       | GP da Emília-Romanha           | 2020–2022 | 29    | Grau 1      |
| Autódromo Enzo e Dino Ferrari*         | GP da Itália                  | Autódromo                                                 | Anti-horário                                        | Ímola, Itália                       | 4,909 km (3,05 mi)       | 1980                           | | 29    | Grau 1      |
| Autódromo Enzo e Dino Ferrari*         | GP de San Marino              | Autódromo                                                 | Anti-horário                                        | Ímola, Itália                       | 4,909 km (3,05 mi)       | 1981–2006                      | | 29    | Grau 1      |
| Circuito de Fair Park‡                 |                               | Circuito de rua                                           | Anti-horário                                        | Dallas, Estados Unidos              | 3,901 km (2,42 mi)       | GP de Dallas                   | 1984 | 1     |             |
| Fuji Speedway                          |                               | Autódromo                                                 | Horário                                             | Oyama, Japão                        | 4,563 km (2,84 mi)       | GP do Japão                    | 1976–1977, 2007–2008                                                                                           | 4     | Grau 1      |
| Circuito Corniche de Gidá†             |                               | Circuito de rua                                           | Anti-horário                                        | Jidá, Arábia Saudita                | 6,175 km (3,84 mi)       | GP da Arábia Saudita           | 2021–2022 | 1     | Grau 1      |
| Circuito Gilles Villeneuve†            |                               | Circuito de rua                                           | Horário                                             | Montreal, Canadá                    | 4,361 km (2,71 mi)       | GP do Canadá                   | 1978–1986, 1988–2008, 2010–2019                                                                                | 40    | Grau 1      |
| Autódromo Hermanos Rodríguez†          |                               | Autódromo                                                 | Horário                                             | Cidade do México, México            | 4,304 km (2,67 mi)       | GP do México                   | 1963–1970, 1986–1992, 2015–2019                                                                                | 21    | Grau 1      |
| Autódromo Hermanos Rodríguez†          | GP da Cidade do México        | Autódromo                                                 | Horário                                             | Cidade do México, México            | 4,304 km (2,67 mi)       | 2021                           | | 21    | Grau 1      |
| Hockenheimring                         |                               | Autódromo                                                 | Horário                                             | Hockenheim, Alemanha                | 6,823 km (4,24 mi)       | GP da Alemanha                 | 1970, 1977-1984, 1986-2001                                                                                     | 37    |             |
| Hockenheimring                         |                               | Autódromo                                                 | Horário                                             | Hockenheim, Alemanha                | 4,574 km (2,84 mi)       | GP da Alemanha                 | 2002-2006, 2008, 2010, 2012, 2014, 2016, 2018–2019                                                             | 37    | Grau 1      |
| Hungaroring†                           |                               | Autódromo                                                 | Horário                                             | Mogyoród, Hungria                   | 4,381 km (2,72 mi)       | GP da Hungria                  | 1986–2021 | 36    | Grau 1      |
| Indianapolis Motor Speedway            |                               | Autódromo                                                 | Anti-horário                                        | Speedway, Estados Unidos            | 4,023 km (2,50 mi)       | 500 Milhas de Indianápolis     | 1950–1960 | 19    |             |
| Indianapolis Motor Speedway            |                               | Autódromo                                                 | Horário                                             | Speedway, Estados Unidos            | 4,192 km (2,60 mi)       | GP dos Estados Unidos          | 2000–2007 | 19    | Grau 1      |
| Autódromo de Interlagos†               |                               | Autódromo                                                 | Anti-horário                                        | São Paulo, Brasil                   | 4,309 km (2,68 mi)       | GP do Brasil                   | 1973–1977, 1979–1980, 1990–2019                                                                                | 38    | Grau 1      |
| Autódromo de Interlagos†               | GP de São Paulo               | Autódromo                                                 | Anti-horário                                        | São Paulo, Brasil                   | 4,309 km (2,68 mi)       | 2021                           | | 38    | Grau 1      |
| Istanbul Park                          |                               | Autódromo                                                 | Anti-horário                                        | Istambul, Turquia                   | 5,338 km (3,32 mi)       | GP da Turquia                  | 2005–2011, 2020-2021                                                                                           | 9     | Grau 1      |
| Circuito Permanente del Jarama         |                               | Autódromo                                                 | Horário                                             | San Sebastián de los Reyes, Espanha | 3,404 km (2,12 mi)       | GP da Espanha                  | 1968, 1970, 1972, 1974, 1976–1979, 1981                                                                        | 9     | Grau 2      |
| Circuito de Jerez                      |                               | Autódromo                                                 | Horário                                             | Jerez de la Frontera, Espanha       | 4,428 km (2,75 mi)       | GP da Espanha                  | 1986–1990 | 7     | Grau 1      |
| Circuito de Jerez                      | GP da Europa                  | Autódromo                                                 | Horário                                             | Jerez de la Frontera, Espanha       | 4,428 km (2,75 mi)       | 1994, 1997                     | | 7     | Grau 1      |
| Autódromo Juan y Oscar Gálvez          |                               | Autódromo                                                 | Horário                                             | Buenos Aires, Argentina             | 4,259 km (2,65 mi)       | GP da Argentina                | 1953–1958, 1960, 1972–1975, 1977–1981, 1995–1998                                                               | 20    |             |
| Kyalami                                |                               | Autódromo                                                 | Horário (1967–85) Anti-horário (1992–93)            | Midrand, África do Sul              | 4,200 km (2,61 mi)       | GP da África do Sul            | 1967–1980, 1982–1985, 1992–1993                                                                                | 20    | Grau 2      |
| Circuito Urbano de Las Vegas†          |                               | Circuito de rua                                           | Anti-horário                                        | Las Vegas, Estados Unidos           | 3,853 km (2,39 mi)       | GP de Las Vegas                | 2023 | 1     | Grau 1      |
| Circuito de Rua de Long Beach          |                               | Circuito de rua                                           | Horário                                             | Long Beach, Estados Unidos          | 3,275 km (2,03 mi)       | GP do Oeste dos Estados Unidos | 1976–1983 | 8     | Grau 2      |
| Circuito Internacional de Lusail†      |                               | Autódromo                                                 | Horário                                             | Lusail, Catar                       | 5,380 km (3,34 mi)       | GP do Catar                    | 2021 | 1     | Grau 1      |
| Circuito de Nevers Magny-Cours         |                               | Autódromo                                                 | Horário                                             | Magny-Cours, França                 | 4,411 km (2,74 mi)       | GP da França                   | 1991–2008 | 18    | Grau 1      |
| Circuito Urbano de Marina Bay†         |                               | Circuito de rua                                           | Anti-horário                                        | Singapura                           | 5,063 km (3,15 mi)       | GP de Singapura                | 2008–2019 | 12    | Grau 1      |
| Autódromo Internacional de Miami†      |                               | Circuito de rua                                           | Anti-horário                                        | Miami, Estados Unidos               | 5,41 km (3,36 mi)        | GP de Miami                    | 2022 | 0     | Grau 1      |
| Circuito de Mônaco†                    |                               | Circuito de rua                                           | Horário                                             | Monte Carlo, Mônaco                 | 3,337 km (2,07 mi)       | GP de Mônaco                   | 1950, 1955–2019, 2021                                                                                          | 67    | Grau 1      |
| Circuito de Monsanto‡                  |                               | Circuito de rua                                           | Horário                                             | Lisboa, Portugal                    | 5,440 km (3,38 mi)       | GP de Portugal                 | 1959 | 1     |             |
| Circuito de Mont-Tremblant             |                               | Autódromo                                                 | Horário                                             | Mont-Tremblant, Canadá              | 4,265 km (2,65 mi)       | GP do Canadá                   | 1968, 1970 | 2     |             |
| Circuito de Montjuïc‡                  |                               | Circuito de rua                                           | Anti-horário                                        | Barcelona, Espanha                  | 3,791 km (2,36 mi)       | GP da Espanha                  | 1969, 1971, 1973, 1975                                                                                         | 4     |             |
| Autodromo Nazionale Monza†             |                               | Autódromo                                                 | Horário                                             | Monza, Itália                       | 5,793 km (3,60 mi)       | GP da Itália                   | 1950–1979, 1981–2021                                                                                           | 71    | Grau 1      |
| Mosport Park                           |                               | Autódromo                                                 | Horário                                             | Bowmanville, Canadá                 | 3,957 km (2,46 mi)       | GP do Canadá                   | 1967, 1969, 1971–1974, 1976–1977                                                                               | 8     |             |
| Circuito de Mugello                    |                               | Autódromo                                                 | Horário                                             | Scarperia e San Piero, Itália       | 5,245 km (3,26 mi)       | GP da Toscana                  | 2020 | 1     | Grau 1      |
| Autódromo Internacional Nelson Piquet‡ |                               | Autódromo                                                 | Anti-horário                                        | Rio de Janeiro, Brasil              | 5,031 km (3,13 mi)       | GP do Brasil                   | 1978, 1981–1989                                                                                                | 10    |             |
| Nivelles-Baulers‡                      |                               | Autódromo                                                 | Horário                                             | Nivelles, Bélgica                   | 3,724 km (2,31 mi)       | GP da Bélgica                  | 1972, 1974 | 2     |             |
| Nürburgring                            |                               | Circuito de estrada                                       | Horário                                             | Nürburg, Alemanha                   | 22,835 km (14,2 mi)      | GP da Alemanha                 | 1951–1954, 1956–1958, 1961–1969, 1971–1976                                                                     | 41    | Grau 3      |
| Nürburgring                            |                               | Autódromo                                                 | Horário                                             | Nürburg, Alemanha                   | 5,148 km (3,20 mi)       | GP da Alemanha                 | 1985, 2009, 2011, 2013                                                                                         | 41    | Grau 1      |
| Nürburgring                            | GP de Eifel                   | Autódromo                                                 | Horário                                             | Nürburg, Alemanha                   | 5,148 km (3,20 mi)       | 2020                           | | 41    | Grau 1      |
| Nürburgring                            | GP da Europa                  | Autódromo                                                 | Horário                                             | Nürburg, Alemanha                   | 5,148 km (3,20 mi)       | 1984, 1995–1996, 1999–2007     | | 41    | Grau 1      |
| Nürburgring                            | GP de Luxemburgo              | Autódromo                                                 | Horário                                             | Nürburg, Alemanha                   | 5,148 km (3,20 mi)       | 1997–1998                      | | 41    | Grau 1      |
| Circuito Internacional de Okayama      | Tanaka International Circuit  | Autódromo                                                 | Horário                                             | Mimasaka, Japão                     | 3,703 km (2,30 mi)       | GP do Pacífico                 | 1994–1995 | 2     | Grau 2      |
| Circuito Paul Ricard                   |                               | Autódromo                                                 | Horário                                             | Le Castellet, França                | 5,842 km (3,63 mi)       | GP da França                   | 1971, 1973, 1975–1976, 1978, 1980, 1982–1983, 1985–1990, 2018–2019, 2021                                       | 17    | Grau 1      |
| Circuito de Pedralbes‡                 |                               | Circuito de rua                                           | Horário                                             | Barcelona, Espanha                  | 6,316 km (3,92 mi)       | GP da Espanha                  | 1951, 1954 | 2     |             |
| Circuito de Pescara‡                   |                               | Circuito de estrada                                       | Horário                                             | Pescara, Itália                     | 25,800 km (16,0 mi)      | GP de Pescara                  | 1957 | 1     |             |
| Circuito de Rua de Phoenix‡            |                               | Circuito de rua                                           | Anti-horário                                        | Phoenix, Estados Unidos             | 3,720 km (2,31 mi)       | GP dos Estados Unidos          | 1989–1991 | 3     |             |
| Circuito Prince George                 |                               | Autódromo                                                 | Horário                                             | East London, África do Sul          | 3,920 km (2,44 mi)       | GP da África do Sul            | 1962–1963, 1965                                                                                                | 3     |             |
| Red Bull Ring†                         |                               | Autódromo                                                 | Horário                                             | Spielberg, Áustria                  | 4,318 km (2,68 mi)       | GP da Áustria                  | 1970–1987, 1997–2003, 2014–2021                                                                                | 34    | Grau 1      |
| Red Bull Ring†                         | GP da Estíria                 | Autódromo                                                 | Horário                                             | Spielberg, Áustria                  | 4,318 km (2,68 mi)       | 2020-2021                      | | 34    | Grau 1      |
| Reims-Gueux‡                           |                               | Circuito de estrada                                       | Horário                                             | Gueux, França                       | 8,302 km (5,16 mi)       | GP da França                   | 1950–1951, 1953–1954, 1956, 1958–1961, 1963, 1966                                                              | 11    |             |
| Autódromo Internacional de Riverside‡  |                               | Autódromo                                                 | Horário                                             | Moreno Valley, Estados Unidos       | 5,271 km (3,28 mi)       | GP dos Estados Unidos          | 1960 | 1     |             |
| Rouen-Les-Essarts‡                     |                               | Circuito de estrada                                       | Horário                                             | Orival, França                      | 6,542 km (4,07 mi)       | GP da França                   | 1952, 1957, 1962, 1964, 1968                                                                                   | 5     |             |
| Autódromo Internacional de Sebring     | Sebring International Raceway | Circuito de estrada                                       | Horário                                             | Sebring, Estados Unidos             | 8,356 km (5,19 mi)       | GP dos Estados Unidos          | 1959 | 1     | Grau 2      |
| Circuito Internacional de Sepang       |                               | Autódromo                                                 | Horário                                             | Sepang, Malásia                     | 5,543 km (3,44 mi)       | GP da Malásia                  | 1999–2017 | 19    | Grau 1      |
| Circuito de Silverstone†               |                               | Autódromo                                                 | Horário                                             | Silverstone, Reino Unido            | 5,891 km (3,66 mi)       | GP da Grã-Bretanha             | 1950–1954, 1956, 1958, 1960, 1963, 1965, 1967, 1969, 1971, 1973, 1975, 1977, 1979, 1981, 1983, 1985, 1987–2021 | 56    | Grau 1      |
| Circuito de Silverstone†               | GP do 70.º Aniversário        | Autódromo                                                 | Horário                                             | Silverstone, Reino Unido            | 5,891 km (3,66 mi)       | 2020                           | | 56    | Grau 1      |
| Autódromo de Sóchi                     |                               | Autódromo                                                 | Horário                                             | Sóchi, Rússia                       | 5,848 km (3,63 mi)       | GP da Rússia                   | 2014–2021 | 8     | Grau 1      |
| Circuito de Spa-Francorchamps†         |                               | Circuito de estrada (1950–1970) Autódromo (1983–presente) | Horário                                             | Stavelot, Bélgica                   | 7,004 km (4,35 mi)       | GP da Bélgica                  | 1950–1956, 1958, 1960–1968, 1970, 1983, 1985–2002, 2004–2005, 2007–2021                                        | 54    | Grau 1      |
| Circuito de Suzuka†                    |                               | Autódromo                                                 | Parte horário e parte anti-horário (figura de oito) | Suzuka, Japão                       | 5,807 km (3,61 mi)       | GP do Japão                    | 1987–2006, 2009–2019                                                                                           | 31    | Grau 1      |
| Circuito Urbano de Valência‡           |                               | Circuito de rua                                           | Horário                                             | Valência, Espanha                   | 5,419 km (3,37 mi)       | GP da Europa                   | 2008–2012 | 5     |             |
| Watkins Glen International             |                               | Autódromo                                                 | Horário                                             | Watkins Glen, Estados Unidos        | 5,430 km (3,37 mi)       | GP dos Estados Unidos          | 1961–1980 | 20    | Grau 2      |
| Circuito Internacional de Xangai*      |                               | Autódromo                                                 | Horário                                             | Xangai, China                       | 5,451 km (3,39 mi)       | GP da China                    | 2004–2019 | 16    | Grau 1      |
| Circuito de Yas Marina†                |                               | Autódromo                                                 | Anti-horário                                        | Abu Dhabi, Emirados Árabes Unidos   | 5,554 km (3,45 mi)       | GP de Abu Dhabi                | 2009–2021 | 13    | Grau 1      |
| Circuito de Zandvoort†                 |                               | Autódromo                                                 | Horário                                             | Zandvoort, Países Baixos            | 4,252 km (2,64 mi)       | GP dos Países Baixos           | 1952–1953, 1955, 1958–1971, 1973–1985, 2021                                                                    | 31    | Grau 1      |
| Zeltweg Airfield‡                      |                               | Circuito de estrada                                       | Horário                                             | Zeltweg, Áustria                    | 3,186 km (1,98 mi)       | GP da Áustria                  | 1964 | 1     |             |
| Circuito de Zolder                     |                               | Autódromo                                                 | Horário                                             | Heusden-Zolder, Bélgica             | 4,262 km (2,65 mi)       | GP da Bélgica                  | 1973, 1975–1982, 1984                                                                                          | 10    | Grau 2      |